# Okręg Albi
Okręg Albi (fr. Arrondissement d'Albi) – okręg w południowo-zachodniej Francji. Populacja wynosi 165 tysięcy.

## Podział administracyjny
W skład okręgu wchodzą następujące kantony:
- Alban,
- Albi-Centre,
- Albi-Est,
- Albi-Nord-Est,
- Albi-Nord-Ouest,
- Albi-Ouest,
- Albi-Sud,
- Cadalen,
- Carmaux-Nord,
- Carmaux-Sud,
- Castelnau-de-Montmiral,
- Cordes-sur-Ciel,
- Gaillac,
- Lisle-sur-Tarn,
- Monestiés,
- Pampelonne,
- Rabastens,
- Réalmont,
- Salvagnac,
- Valderiès,
- Valence-d'Albigeois,
- Vaour,
- Villefranche-d'Albigeois.